# Zimbabwe világörökségi helyszínei
Zimbabwe területéről eddig öt helyszín került fel a világörökségi listára, két helyszín a javaslati listán várakozik a felvételre.
| | Mana-Pools Nemzeti Park, Sapi és Chewore Szafari övezet |
| 1984 |                                                         |
| Természeti (VII)(IX)(X) |                                                         |
| Védett terület: 676 000 ha, hivatkozás: 302 |                                                         |
| A Zambézi folyó korábbi, elmocsarasodott folyómedreit felölelő, a Zimbabwe, Zambia és Mozambik határán fekvő térséget 1963-ban nyilvánították nemzeti parkká. Egy évvel később hozzácsatolták Sapi és Chewore szafari területeit is, így összesen 7000 négyzetkilométer került védelem alá. A nemzeti park határa északon a Zambézi folyó, amelynek utolsó természetes, gyakorlatilag településmentes szakasza is itt található. A folyó egyes szakaszai eltérnek egymástól, mocsaras vidékek meredek partokkal, homokzátonyokkal, szigetekkel és vízmosásokkal váltakoznak. A Zambézi rendszeresen elönti a füves térségeket, a Mana Pools az eközben kialakuló 4 medencére utal. A nemzeti park számos állatnak nyújt menedéket, köztük elefántoknak, bivalyoknak, zebráknak, párducoknak és gepárdoknak. Jelentős a nílusi krokodilok és a vízilovak száma is és az eddig azonosított madárfajok száma eléri a négyszázat. A Chewore terület meredek lejtőin a szavanna és a trópusi őserdő közötti átmenet határozza meg a táj arculatát, kisebb vízfolyások, erdők, száraz bozótos és kisebb települések borítják. Számos más állat mellett itt él a fehér orrszarvú egyik legnagyobb populációja is. |                                                         |

| | Nagy-Zimbabwe nemzeti műemlék |
| 1986 |                               |
| Kulturális (I)(III)(VI) |                               |
| Védett terület: 722 ha, puffer zóna: ha, hivatkozás: 364 |                               |
| Délkelet-Zimbabwében találhatók a 11. és a 15. század között fennálló Nagy Zimbabwe romjai, a sona civilizáció fontos kereskedelmi központjának maradványai. A legenda szerint itt állt Sába királynőjének fővárosa, de a régészeti kutatások bebizonyították, hogy az elképzelés teljesen alaptalan. Fénykorában ez volt Afrika szubszaharai részének egyik legnagyobb építménye és ma is a nemzeti identitás fontos szimbóluma. A várost ellipszis alakú 250 méter hosszú és tíz méter magas gránittömbökből álló, kötőanyag nélküli falakkal erősítették meg, lakosainak száma elérhette a tízezer főt. A település három részre osztható, a Hegyi romok a királyi város maradványait rejtik, a Nagy gyűrű és a Völgy romok pedig lakónegyedek voltak. A bantu nyelvcsoporthoz tartozó népesség az ázsiai és az európai kultúrák számára is fontos kereskedelmi központot hozott létre, ahol arany-, réz- és vasfeldolgozással is foglalkoztak. A fémfeldolgozás mellett jelentős volt az állattenyésztés, a fazekasság és a kovácsmesterség is. A település a 15. század közepén, 1450 körül elnéptelenedett. |                               |

| | Khami Romok nemzeti műemlék |
| 1986 |                             |
| Kulturális (III)(IV) |                             |
| Hivatkozás: 365 |                             |
| Zimbabwe második legnagyobb romvárosa nevét a folyóról kapta amelynek partján felépítették. A komoly régészeti jelentőséggel bíró település csak 1450 és 1650 között indult komolyabb fejlődének, annak ellenére, hogy a térségben már 100 000 évvel ezelőtt is éltek emberek. Virágzása nagyjából akkor kezdődött, miután Nagy-Zimbabwét a 15. század közepén elhagyták lakosai. Ezután körülbelül kétszáz évig torwa állam fővárosa volt, majd miután a rozwik kerültek hatalomra székhelyüket 80 kilométerrel arrébb helyezték át. A több mint negyven hektáron elterülő lelőhelyen számos, használatuk szerint világosan elkülönülő szektort azonosítottak. A város vezetőjének kialakított palota a terület északi felén állt. A település szerkezetére jellemzőek a szűk átjárók és folyosók. A lakosok vert agyagból készült kunyhókban laktak. A várost védő falakat habarcs nélkül építették, ezek nem csak az ellenséges támadások, hanem a legelő állatok ellen is védelmet nyújtottak. Khami jelentős kereskedelmi központ volt, helyi szinten is és a távolsági kereskedelembe is bekapcsolódott. Ennek bizonyítékai az ásatások során előkerült, a Ming-dinasztia korára datálható kínai porcelánvázák, 16. századi Rajna-vidéki kőtárgyak, kínai porcelánok portugál másolatai, valamint 17. századi spanyol ezüsttárgyak. |                             |

| | Viktória-vízesés |
| Zambia és Zimbabwe közös világörökségi helyszíne |                  |
| 1989 |                  |
| Természeti (VII)(VIII) |                  |
| Védett terület: 6 860 ha, hivatkozás: 509 |                  |
| A Zambia és Zimbabwe határán lezúduló vízesést David Livingstone skót tudós és hittérítő nevezte el Viktória-vízesésnek az akkor uralkodó Viktória királynőről. A vízesés védett területen fekszik, a Mosi-oa-Tunya Nemzeti Park közvetlenül kapcsolódik a zambiai Dambwa Erdőrezervátumhoz. A környék 1934 óta áll védelem alatt, a nemzeti parkot 1972-ben hozták létre. Februárban és márciusban a Zambézi folyó tetőzésekor a vízesés szélessége eléri a két kilométert és ezzel a világ legnagyobb vízfüggönyét alkotja. Ilyenkor a sziklák öt részre osztják. Novemberben alacsony vízállás idején hozama 500 millió liter/percről az ötvened részére csökken, ekkor a folyó több ágra válik szét és ezek egymástól független kisebb vízeséseket hoznak létre. Permetzónájában folyóparti esőerdők alakultak ki számos fafajtával és egynyári növénnyel. A Nemzeti Park elefántcsordáknak ad otthont, ezen kívül kafferbivalyok, gnúk, zebrák, varacskos disznók zsiráfok és folyami disznók is megtalálhatók. A zuhatagok előtti folyószakaszban vízilovak élnek. A térségben összesen 30 emlős-, 65 hüllő- és 21 kétéltűfajt azonosítottak. A vízesés elválasztja egymástól a folyó felső és középső szakaszának halpopulációját, a zuhatag alatt 39 halfajt jegyeztek fel. |                  |

| | Matobo-hegység |
| 2003 |                |
| Kulturális (III)(V)(VI) |                |
| Védett terület: 205 000 ha, puffer zóna: 105 000 ha, hivatkozás: 306 |                |
| A Matabeföldön, Balawago városától délre fekvő Matobo-hegyek a Zimbabwe nagy részét borító gránitréteg fölé emelkednek. A változatos táj a 19. század óta a ndebelék otthona, és itt található Afrika déli részének legtöbb sziklafestménye. A festmények részletes információval szolgálnak a kőkorszak gyűjtögető népeiről és az őket felváltó földművelő közösségekről. A térségre szikladarabok, szirtfalak és természetes barlangok, valamint szél koptatta fényes gránittömbök jellemzőek, rajtuk a rajzok csoportjaival. A legkorábbiak több mint tízezer évesek és azok a vadászó-gyűjtögető népek alkotásai akik közeli rokonságban álltak a ma is élő szan néppel (a busmanokkal). A képek naturalisztikusan ábrázolják az embereket, az állatokat és a fákat. Gondot fordítottak a részletek ábrázolására is, például a termeszek szárnyait is igyekeztek élethűen reprodukálni. A vadászathoz és gyűjtögetéshez kötődő képeket vörös és okker festékkel készítették. A későbbi képek már gazdálkodó társadalmakhoz kapcsolhatók, ezekhez kaolinból és kvarcból nyert fehér festéket használtak. A környék ma is szent helynek számít, az itt gyakorolt shona mwari vallás a vaskorig vezethető vissza. |                |

## Javasolt helyszínek
| Megnevezés               | Kép | Típus      | Kritérium   | Év   | Link |
| ------------------------ | --- | ---------- | ----------- | ---- | ---- |
| Naletale kőházcsoportjai |     | Kulturális | II, III, IV | 2018 | 6364 |
| Ziwa nemzeti emlékhely   |     | Kulturális | III, IV, V  | 1997 | 903  |